# U.B.O.S
U.B.O.S. – Das unermessliche Buch der Orakel und Sprüche (Originaltitel: Ultimate Book of Spells) ist eine kanadische Zeichentrickserie, die zwischen 2001 und 2002 produziert wurde.

## Handlung
Der Junge Verne kommt in eine neue Schule, die verhext zu sein scheint und wie ein Schloss aussieht. Seine Eltern bemerken dies jedoch nicht, da nur Zauberer in der Lage sind, dies alles zu sehen. Er befreundet sich mit dem Hexenmädchen Cassy und dem Halb-Elfen Gus. Per Drachenpost erhält Cassy ein sprechendes Zauberbuch, welches den Namen UBOS hat. Mit diesem erleben sie allerlei Abenteuer.

## Produktion und Veröffentlichung
Die Serie wurde 2001 bis 2002 in Kanada produziert. Dabei sind 26 Folgen entstanden. Regie führte Chuck Patton und das Drehbuch schrieb Sean Catherine Derek. Für die Produktion war BKN International verantwortlich.
Die deutsche Erstausstrahlung fand am 11. September 2002 auf KiKA statt. Weitere Ausstrahlungen erfolgten auf YFE TV und eoTV.

## Synchronisation
Die deutsche Synchronfassung entstand bei der Studio Hamburg Synchron GmbH, unter der Dialogregie von Michael Bartel. Das Dialogbuch wurde von Bartel in Zusammenarbeit mit Marion von Stengel verfasst.
| Rolle                 | Originalsprecher | Deutscher Sprecher    |
| --------------------- | ---------------- | --------------------- |
| U.B.O.S.              | Ron Halder       | Volker Lechtenbrink   |
| Cassandra („Cassy“)   | Janyse Jaud      | Kristina von Weltzien |
| Erbert                | Michael Dobson   | Achim Schülke         |
| Verne                 | Cathy Weseluck   | Leonhard Mahlich      |
| Gus                   | –                | Oliver Böttcher       |
| Lucretia              | –                | Jennifer Böttcher     |
| Professor Beagleboyce | –                | Harald Halgardt       |
| Rowce                 | –                | Gerhard Marcel        |
| Snerrot               | –                | Andreas von der Meden |
| Zarlak                | –                | Reiner Schöne         |

## Episodenliste
| Nr. | Titel                                     | Erstausstrahlung   |
| --- | ----------------------------------------- | ------------------ |
| 1   | Drei für Zauberei                         | 11. September 2002 |
| 2   | Auf der Suche nach den Schleimwurzlern    | 12. September 2002 |
| 3   | Wer zuletzt lacht …                       | 13. September 2002 |
| 4   | Die Wurzeln des Bösen                     | 16. September 2002 |
| 5   | Zeitreise ins Verhängnis                  | 17. September 2002 |
| 6   | Mit Feuer gegen Feuer                     | 18. September 2002 |
| 7   | Die verlorenen Kobolde                    | 19. September 2002 |
| 8   | Bücher ohne Wörter                        | 20. September 2002 |
| 9   | Der Ring des blauen Mondes                | 23. September 2002 |
| 10  | Die Bücher müssen verrückt sein           | 24. September 2002 |
| 11  | Cassandra die Siebte                      | 25. September 2002 |
| 12  | Im Reich des Schattendiebs                | 26. September 2002 |
| 13  | Verhandeln ist gut, Verwandeln ist besser | 27. September 2002 |
| 14  | Das Dimensionen-Portal                    | 30. September 2002 |
| 15  | Der reine Stumpfsinn                      | 1. Oktober 2002    |
| 16  | Cassy und Anti-Cassy                      | 2. Oktober 2002    |
| 17  | Die Träne von Moolana                     | 4. Oktober 2002    |
| 18  | Die Lügen der Logik                       | 7. Oktober 2002    |
| 19  | Der Schleier der Illusion                 | 8. Oktober 2002    |
| 20  | Magie auf dem Display                     | 9. Oktober 2002    |
| 21  | Eine Schule im Dornröschenschlaf          | 10. Oktober 2002   |
| 22  | Die Sonnenfinsternis                      | 11. Oktober 2002   |
| 23  | Riesenärger                               | 14. Oktober 2002   |
| 24  | Gus im Glück                              | 15. Oktober 2002   |
| 25  | Die Wurzeln aller Magie                   | 16. Oktober 2002   |
| 26  | Die Herren der Meere                      | 17. Oktober 2002   |